# Al Mahfad (huyện)
Huyện Al Mahfad là một huyện thuộc tỉnh Abyan, Yemen. Đến thời điểm năm 2003, huyện này có dân số 26870 người